# Nanometer
| Grotere/kleinere eenheden | Grotere/kleinere eenheden | Grotere/kleinere eenheden |
| factor                    | naam                      | symbool                   |
| ------------------------- | ------------------------- | ------------------------- |
| 10−15                     | femtometer of fermi       | fm                        |
| 10−12                     | picometer                 | pm                        |
| 10−10                     | ångström                  | Å                         |
| 10−9                      | nanometer                 | nm                        |
| 10−6                      | micrometer of micron      | µm                        |
| 10−3                      | millimeter                | mm                        |
| 10−2                      | centimeter                | cm                        |
| 10−1                      | decimeter                 | dm                        |
| 1                         | meter                     | m                         |
| 101                       | decameter                 | dam                       |
| 102                       | hectometer                | hm                        |
| 103                       | kilometer                 | km                        |
| 106                       | megameter                 | Mm                        |
| 109                       | gigameter                 | Gm                        |
| 1012                      | terameter                 | Tm                        |

Een nanometer (symbool: nm) is een lengtemaat die is afgeleid van het SI-stelsel en is gelijk aan een miljardste van een meter (0,000 000 001 m) of in wetenschappelijke notatie 1×10−9 m. Het prefix nano komt van het Oudgriekse νᾶνος, nanos, of het Latijnse nanus voor dwerg. Een verouderde benaming is millimicron.

## Gebruik
De nanometer wordt soms gebruikt om dimensies te geven op atomische schaal: de straal van een helium atoom, bijvoorbeeld, is 0,14 nm Vanderwaalsstraal). Als we een atoom beschouwen als een bol, betekent dit dat er ongeveer 364 heliumatomen in een kubieke nanometer kunnen of 3,64 ×1029 heliumatomen (of ca. 605 066 mol)  in een kubieke meter, wat neerkomt op een massa van ca. 2421 kg/m³. 
Nano wordt ook gebruikt als prefix, zoals bijvoorbeeld in nanotechnologie. Nano verwijst in dit geval naar afstanden op nanoschaal. Dit is een schaal die toepasbaar is in de nanotechnologie, dit gaat over afstanden tussen de 1 tot 100 nm.
De nanometer is een veelgebruikte eenheid wanneer er over de golflengte van elektromagnetische straling wordt gesproken, vooral in het gebied van het zichtbare licht.